# Demchugdongrub

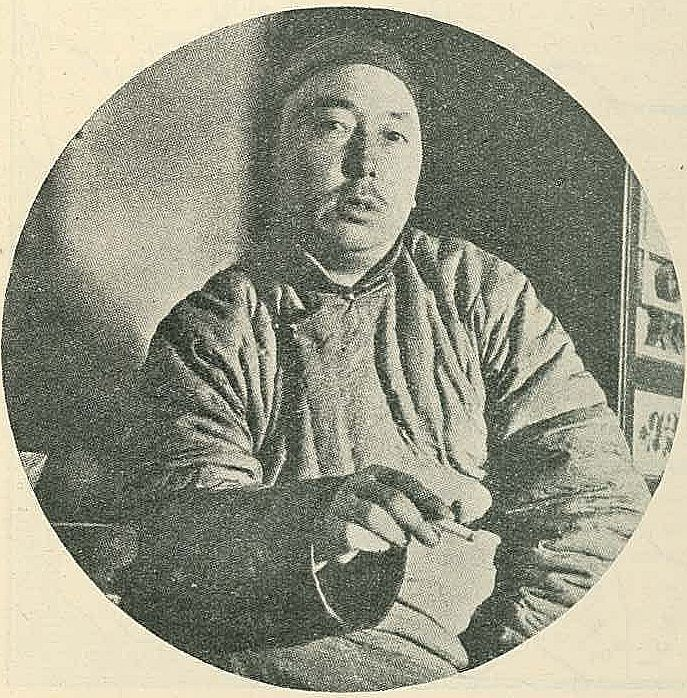
Prinz Demchugdongrub 1937

Demchugdongrub (mongolisch Дэмчигдонров, ᠳᠡᠮᠴᠣᠭᠳᠣᠨᠷᠣᠪ [tɪmt͡ʃʰəktɔŋrəw] chinesisch 德穆楚克棟魯普, Pinyin Démùchǔkèdònglǔpǔ, auch bekannt als Prinz Teh (De) Wang, Дэ Ван, 德王,  Dé Wáng; * 8. Februar 1902, Rechtes Sonid-Banner, Innere Mongolei; † 23. Mai 1966, Hohhot, Volksrepublik China) war ein mongolischer Prinz und Präsident des japanischen Marionettenstaats Mengjiang während des Zweiten Japanisch-Chinesischen Kriegs.

## Leben
Der konservative mongolische Adlige zählte sich zu den Nachfahren Dschingis Khans. Ab 1929 kultivierten kaiserlich-japanische Stellen Beziehungen zu Demchugdongrub. Ab 1933 pflegte die Kwantung-Armee direkt Beziehungen zu Demchugdongrub.
1933 bis 1935 benutzte Demchugdongrub die japanische Bedrohung Chinas zur Formierung einer mongolischen Unabhängigkeitsbewegung. Demchugdongrub etablierte 1934 den Mongolischen Politischen Rat als autonome Regierung für die Innere Mongolei, die jedoch schon 1936 in eine pro-japanische und eine pro-chinesische Gruppe zerfiel.
Am 18. Februar 1936 wurde im Osten der Inneren Mongolei der japanische Marionettenstaat Mengjiang unter der Führung Demchugdongrubs gegründet, im Wesentlichen aus den Provinzen Chahar und Suiyuan. Hauptstadt war zunächst Bailingmiao, welches aber im gleichen Jahr noch an die Truppen der Kuomintang fiel. Bereits im Jahr 1937 eroberten die Mongolen unter Demchugdongrub die Stadt wieder zurück.
Die Autonomie von den Japanern des Landes war jedoch rein theoretischer Natur, da die tatsächliche politische Machtausübung in den Händen der japanischen Besatzer blieb. Formelles Staatsoberhaupt war Demchugdongrub. Die Hauptstadt war Kalgan (Zhangjiakou). Ab 1941 galt Mengjiang formal als autonomes Gebiet unter der Nanjing-Regierung. Im Verlauf der sowjetischen Invasion der Mandschurei, die gleichzeitig mit dem US-amerikanischen Atombombenabwurf auf Nagasaki begann, wurde Mengjiang von der Roten Armee und der Mongolischen Revolutionären Volksarmee besetzt. Demchugdongrub wurde festgenommen und nach 12 Jahren Gefängnishaft begnadigt. Er starb 1966 in Hohhot in der Volksrepublik China.